# Pavocosa langei
Pavocosa langei là một loài nhện trong họ Lycosidae.
Loài này thuộc chi Pavocosa. Pavocosa langei được Cândido Firmino de Mello-Leitão miêu tả năm 1947.